# Gerichtsbezirk Kimpolung
Der Gerichtsbezirk Kimpolung (rumänisch: Câmpulung; ruthenisch: Kimpolung) war ein dem Bezirksgericht Kimpolung unterstehender Gerichtsbezirk im Herzogtum Bukowina. Der Gerichtsbezirk umfasste Gebiete im Südwesten der Bukowina bzw. im heutigen Rumänien. Nach dem Ersten Weltkrieg musste Österreich den gesamten Gerichtsbezirk an Rumänien abtreten, nach dem Zweiten Weltkrieg verblieb das Gebiet bei Rumänien. Er ist heute Teil des Kreises Suceava.

## Geschichte
Im Zuge der Neuordnung des Gerichtswesen im Kaisertum Österreich waren im Juni 1849 die allgemeinen Grundzüge der Gerichtsverfassung in den Kronländern durch Kaiser Franz Joseph I. genehmigt worden. Hierauf ließ Justizminister Anton von Schmerling Pläne zur Organisierung des Gerichtswesens in der Bukowina ausarbeiten, die der Kaiser am 6. November 1850 per Verordnung ebenfalls genehmigte. Mit der Reorganisation ging die Abschaffung der landesfürstlichen Gerichte ebenso wie der Patrimonial-Gerichte einher, wobei Schmerling ursprünglich die Errichtung von 17 Bezirksgerichten plante und die Bukowina dem Oberlandesgericht Stanislau unterstellt werden sollte. Schließlich schufen die Behörden nur 15 Bezirksgerichte, die man dem Landesgericht Czernowitz bzw. dem Oberlandesgericht Lemberg zuordnete. Die Errichtung der gemischten Bezirksämter, die neben der Verwaltung auch die Justiz zu besorgen hatten, wurde schließlich per 29. September 1855 amtswirksam, wobei der Gerichtsbezirk Kimpolung aus den Gemeinden Kimpolung mit Briza, Gropanam Formosa, Fundul moldowi mit Luisenthal, Poschorita, Russ pe boul mit Freudenthal und Watra moldawitza, Russ moldawitza mit Czamora und Ardziel, Sadowa (Ulma), Waleputna sowie Wama mit Eisenau gebildet wurde. Das Bezirksgericht Kimpolung war dabei dem Untersuchungsgericht für Verbrechen und Vergehen in Suczawa unterstellt. Im Zuge der Trennung der politischen von der judikativen Verwaltung bildete der Gerichtsbezirk Kimpolung ab 1868 gemeinsam mit dem Gerichtsbezirk Dorna Watra den Bezirk Kimpolung. Per 28. März 1870 kam es im Zuge einer Reform der Gerichtsbezirke zu weitreichenden Gebietsänderungen zwischen den Gerichtsbezirken der Bukowina, wobei der Gerichtsbezirk Kimpolung durch die Reform um die Gemeinden Bukschoja, Dorothea mit Plotnitza, Dzemine, Frasin, Negrilasa, Ostra, Schwarzthal, Slatiora und Skulpikani sowie deren zugehörige Gutsgebiete aus dem Gerichtsbezirk Gurahumora erweitert wurde.
1903 wurde auf dem Gebiet des Bezirks Kimpolung zusätzlich die Schaffung des Gerichtsbezirk Stulpikany verordnet, der aus den Gemeinden Bukschoja, Dorothea-Plotonitza, Dzemine, Frassin, Negrilasa, Ostra, Schwarzthal, Slavtiora und Skulpikany aus dem Gerichtsbezirk Kimpolung gebildet wurde. Bis diese Schaffung amtswirksam wurde, dauerte es jedoch bis zum 1. September 1910.
Der Gerichtsbezirk Kimpolung wies 1854 eine Bevölkerung von 15.180 Einwohnern auf einer Fläche von 24,0 Quadratmeilen auf. 1869 beherbergte der Gerichtsbezirk eine Bevölkerung von 26.147 Personen, bis 1900 stieg die Einwohnerzahl auf 41.282 Personen an. Von der Bevölkerung hatten 1900 20.725 Rumänisch (51,9 %) als Umgangssprache angegeben, 11.623 Personen sprachen Deutsch (36,2 %), 6.896 Ruthenisch (3,1 %) und 1.144 eine andere Sprache (2,2 %). Der Gerichtsbezirk umfasste 1900 eine Fläche von 1696,64 km² und 23 Gemeinden sowie vier Gutsgebiete.
| Jahr | Ein- wohner | Deutsch- sprachige | Ruthenisch- sprachige | Rumänisch- sprachige | Anders- sprachige |
| ---- | ----------- | ------------------ | --------------------- | -------------------- | ----------------- |
| 1854 | 15.180      |                    |                       |                      |                   |
| 1869 | 26.147      |                    |                       |                      |                   |
| 1880 | 27.975      | 6.452              | 5.554                 | 15.944               | 152               |
| 1890 | 33.669      | 8.358              | 5.384                 | 18.988               | 465               |
| 1900 | 41.282      | 11.623             | 6.896                 | 20.725               | 1.144             |

## Gerichtssprengel
Der Gerichtssprengel Kimpolung umfasste im Jahr 1900 die 23 Gemeinden Argel, Breaza, Bucșoaia, Ciumârna, Dea, Dorotea Plotonița, Gemine, Frasin, Frumosu, Fundul Moldovei, Câmpulung,
Negrileasa, Ostra, Pojorîta, Rusii Moldovitci, Rusii pe Boul, Sadova, Șvarzental, Slatioara, Stulpicani, Valea Putnei, Vama und Vatra Moldoviței.